# Copris lunaris
Espèce
Copris lunaris, le copris lunaire, est une espèce d'insectes coléoptères de la famille des Scarabaeidae.

## Description

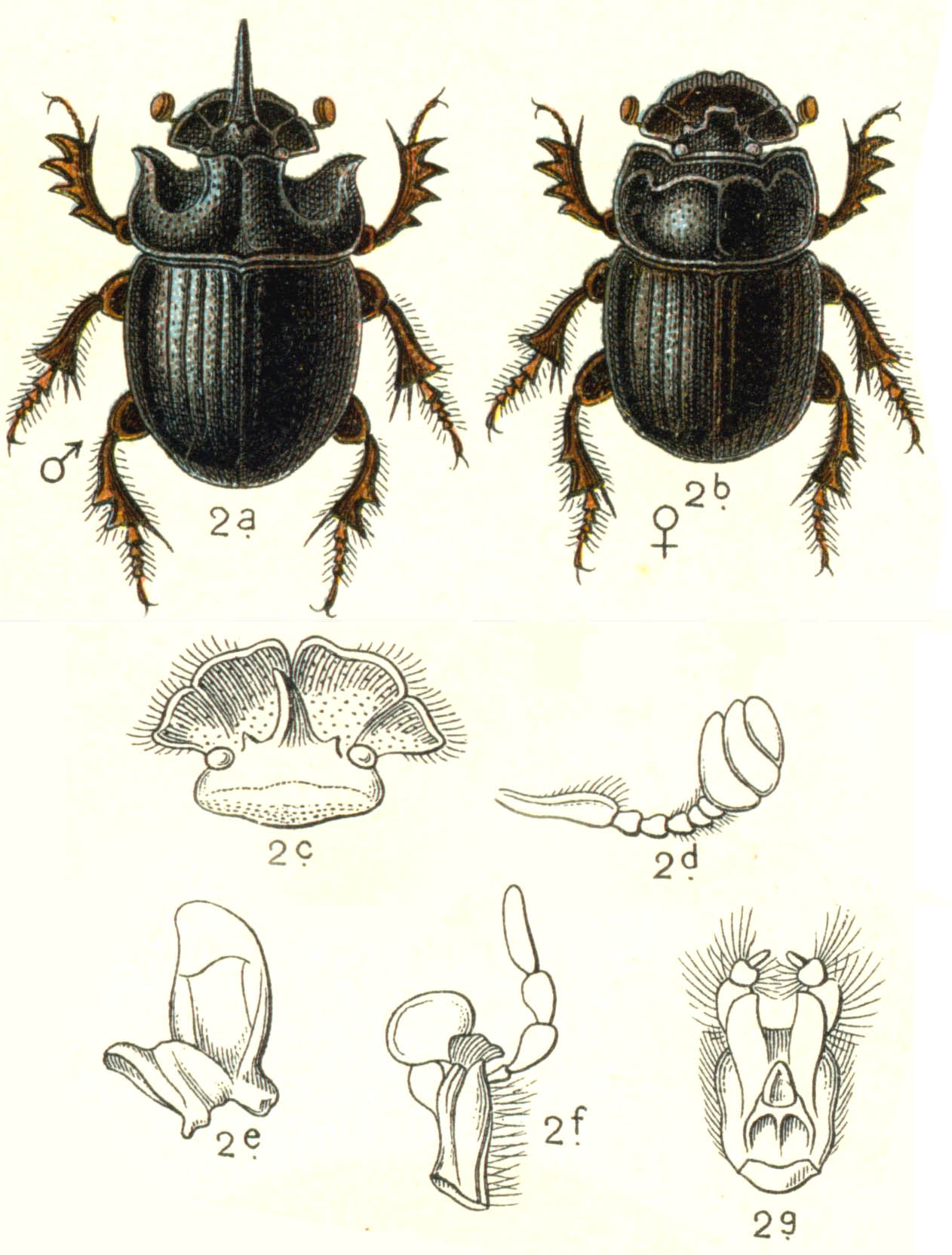
Extraits d'une planche (Faune d'Allemagne), par Edmund Reitter (1908)

Il est morphologiquement assez voisin des bousiers (mais ne fabrique pas de boules de bouse de vache). 
Les mâles ont une longue « corne » sur la tête alors que les femelles ne laissent voir qu'une petite pointe échancrée.
Les élytres sont très nettement striés dans le sens longitudinal. 
Comme chez les bousiers, la tête est large, plate, en forme de pelle à bord tranchant et les pattes antérieures puissantes et dentelées avec des tibias élargis font office de râteau. 
Le copris lunaire mesure de 17 à 27 mm et sa couleur est noir brillant.

## Comportement
À la différence des bousiers qui forment des boules à partir des bouses pour y déposer leurs œufs, le Copris lunaris creuse, au contraire, des galeries sous les bouses dans lesquelles il enfouit de la matière sur laquelle les femelles déposent leurs œufs.
Copris lunaris est un insecte stridulant très nettement. Il est réparti sur presque toute la France.

## À ne pas confondre avec…
l'espèce relativement ressemblante : 
- Oryctes nasicornis.

## Synonymes
- Copris belisama Schrank, 1798
- Scarabaeus bifidus Poda, 1761
- Copris castaneus Mulsant, 1842
- Copris corniculatus Mulsant, , 1842
- Copris deletus Mulsant, 1842
- Scarabaeus emarginatus Olivier, 1789
- Copris gistelianus Gistel, 1857
- Copris jenisonianus Gistel, 1857
- Scarabaeus lunus Schrank, 1798
- Copris obliteratus Mulsant, 1842
- Scarabaeus quadridentatus De Geer, 1778